# دنیاگیری کووید-۱۹ در قرقیزستان
دنیاگیری کووید-۱۹ در قرقیزستان (انگلیسی: COVID-19 pandemic in Kyrgyzstan) بخشی از دنیاگیری بیماری کروناویروس ۲۰۱۹ در جهان است. اولین مورد تأیید شده در قرقیزستان در ۱۸ مارس ۲۰۲۰ در شهرستان سوزک اعلام شد.